# Annelie Faber-Wegener
Annelie Faber-Wegener (geboren als Annelie Faber; * 27. Juni 1959 in Altheim) ist eine deutsche Politikerin (CDU). Sie war von 2005 bis 2019 Bürgermeisterin der saarländischen Stadt Blieskastel.

## Leben
Sie machte ihr Abitur 1978 am Helmholtz-Gymnasium Zweibrücken und studierte danach mit einem Abschluss als Diplom-Verwaltungswirtin (FH). Beamtin der Stadt Blieskastel ist sie seit 1979. Dort war sie unter anderem Frauenbeauftragte und kommunale Gleichstellungsbeauftragte.
Annelie Faber-Wegener war im Blieskasteler Ortsteil Altheim Gründungsmitglied der Jungen Union.
Sie ist verheiratet und hat zwei Töchter und einen Sohn sowie ein Enkelkind.

## Bürgermeisteramt

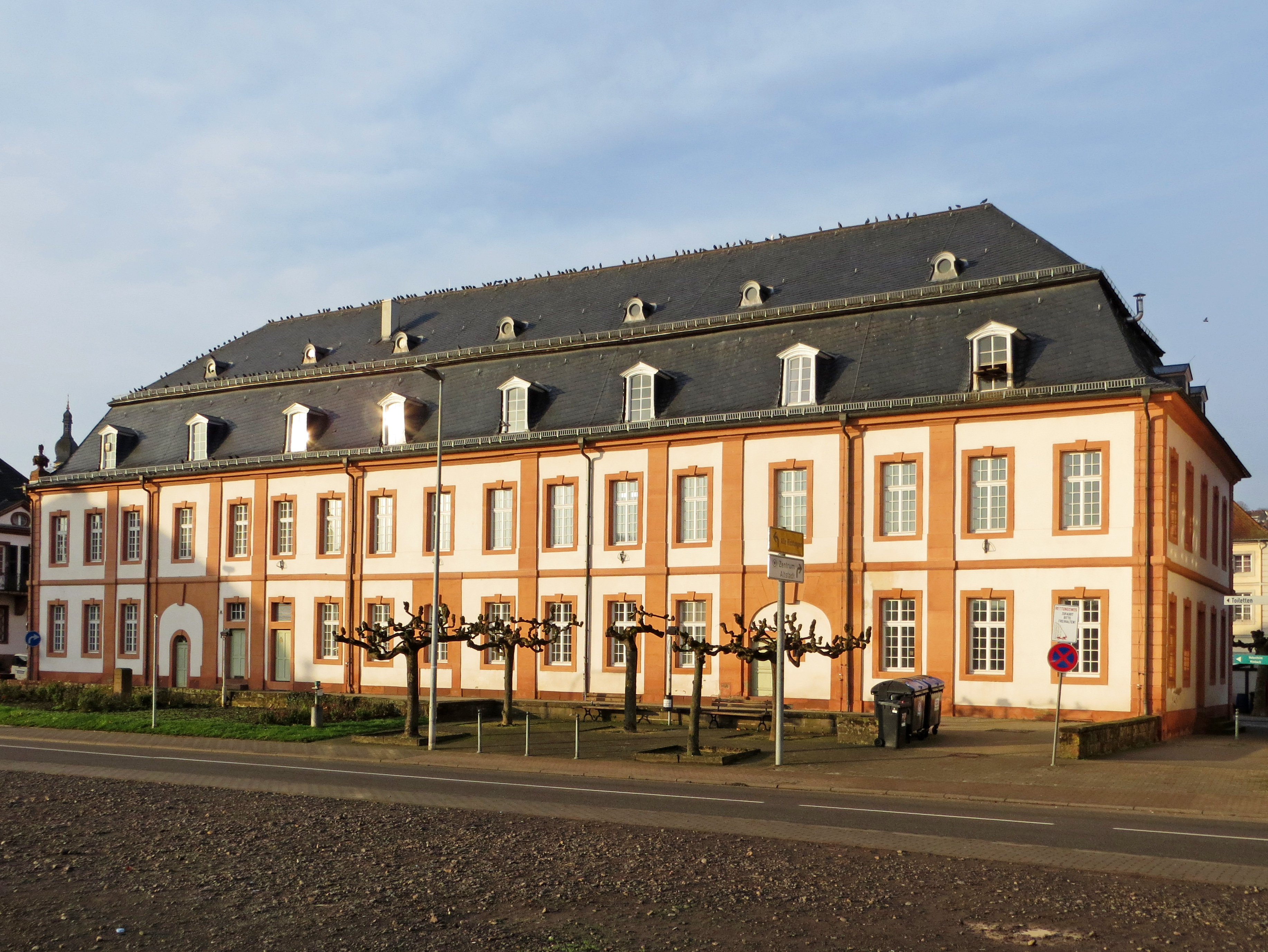
Das Rathaus Blieskastels 2015

Bei der Direktwahl des Bürgermeisters in Blieskastel am 10. April 2005 konnte sich Annelie Faber-Wegener mit 51,81 Prozent der abgegebenen Stimmen gegen den langjährigen Amtsinhaber Werner Moschel (SPD), der seit 1987 Bürgermeister von Blieskastel war, durchsetzen. Bei der Stichwahl der Bürgermeisterwahl am 16. September 2012 wurde Faber-Wegener mit 58,9 Prozent der gültigen Stimmen wiedergewählt. In die Stichwahl musste sie gehen, weil ihr 14 Stimmen zur absoluten Mehrheit fehlten. Die neue Amtszeit lief bis 2019. Bei der Bürgermeisterwahl 2019 verlor sie in der Stichwahl gegen Bernd Hertzler (SPD).
Im Deutschen Städtetag ist sie Mitglied des Hauptausschusses, im Saarländischen Städte- und Gemeindetag ist sie Mitglied des Präsidiums.
Seit Herbst 2019 arbeitet sie beim Betreuungsverein des DRK St. Ingbert.